# Paul Gachet
Paul-Ferdinand Gachet (Lille, 30 de julho de 1828 – Auvers-sur-Oise, 9 de janeiro de 1909) foi um médico francês mais conhecido por seu tratamento do pintor Vincent van Gogh durante suas últimas semanas de vida. Gachet era um grande apoiador de artistas do movimento impressionista, sendo também um pintor amador sob o pseudônimo de Paul van Ryssel.

## Biografia
Gachet nasceu na cidade de Lille em uma família com negócios de manufatura. Ele ficou interessado em arte quando adolescente, porém acabou indo estudar medicina na Universidade de Paris, formando-se com uma tese sobre melancolia. Depois da universidade, Gachet foi ficando amigo de várias figuras da cena artística parisiense.
Gachet começou a criar uma coleção particular de pinturas, algumas vezes trocando remédios homeopáticos por obras de arte. Ele se casou em 1868 com Blanche Castets, por quem era muito apaixonado e com quem teve dois filhos: Marguerite e Paul fils. Dois anos depois Gachet atuou como médico de front durante o Cerco de Paris na Guerra Franco-Prussiana, em seguida mudando-se para Auvers-sur-Oise junto com a família.
Em Auvers ficou amigo de artistas como Paul Cézanne, Camille Pissarro e Armand Guillaumin. Sua esposa acabou morrendo em 1875 e ele passou a viver apenas junto com a filha, que nunca se casou e permaneceu sempre ao lado do pai. Gachet acabou tornando-se um tema de muitos quadros por sua associação com vários pintores, também sendo por si só um artista amador que assinava seus trabalhos como Paul van Ryssel.
Ele conheceu o pintor Vincent van Gogh através do irmão deste, Theo van Gogh, que achava que o passado e sensibilidade de Gachet com artistas lhe faziam a pessoa certa para tratar do irmão depois dele ter saído de um hospício em Saint-Rémy-de-Provence e ido morar em Auvers. Entretanto, Van Gogh rapidamente passou a duvidar da utilidade do médico, que ele descreveu em uma carta como "mais doente do que eu, ou vamos dizer tanto quanto".
Gachet atendeu Van Gogh durante as dez semanas que precederam o suicídio do pintor, receitando que este diminuísse o consumo de álcool e cachimbo. Porém, Van Gogh não conseguiu ou não quis seguir as recomendações médicas.
Gachet viveu o resto da sua vida em Auvers e morreu aos oitenta anos de idade em 9 de janeiro de 1909, sendo enterrado no Cemitério do Père-Lachaise em Paris.

## Arte
Gachet era amigo e tratado de Pissarro, Renoir, Manet, Cézanne e Goeneutte, para citar apenas alguns. Ele acumulou uma coleção substancial de arte impressionista antes de morrer em 1909. Gachet, sua esposa e sua casa foram os temas de várias obras de arte de artistas famosos.

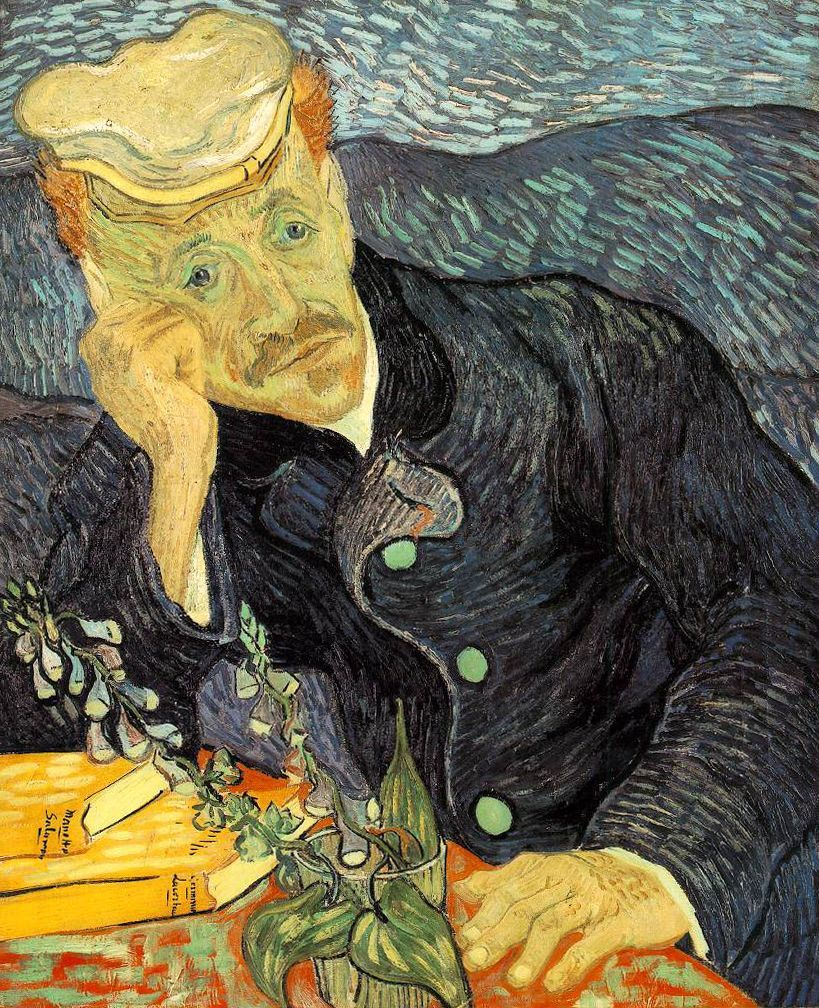
Retrato do Dr. Gachet, pintura de Vincent van Gogh (1890), primeira versão
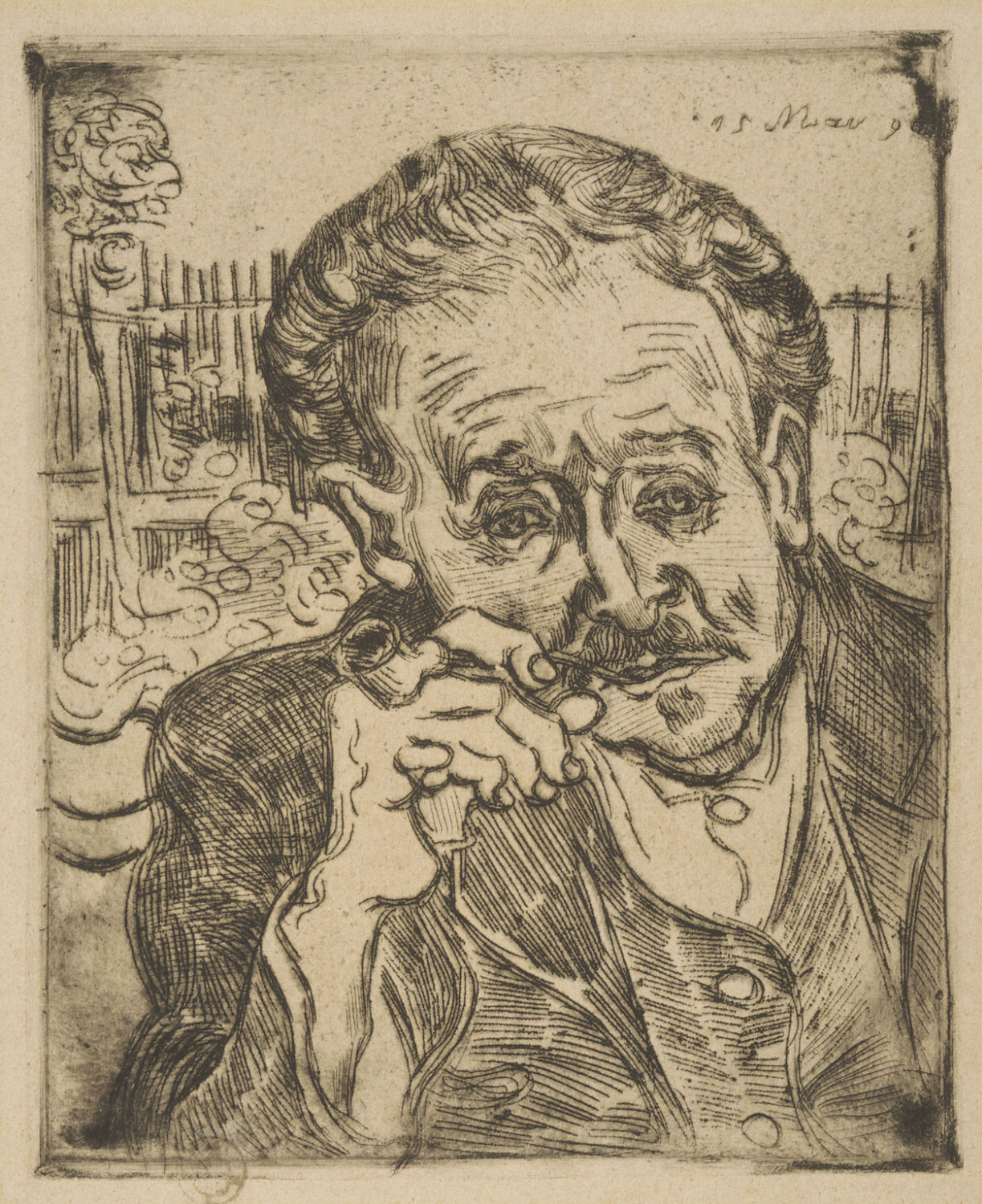
Dr. Gachet, gravura de Vincent van Gogh (1890)
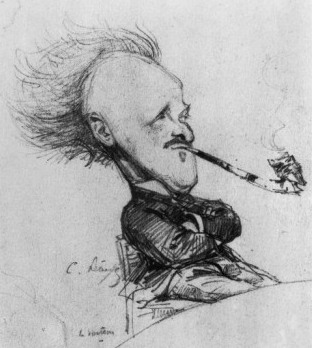
Paul Gachet por Charles Leandre (c. 1887)
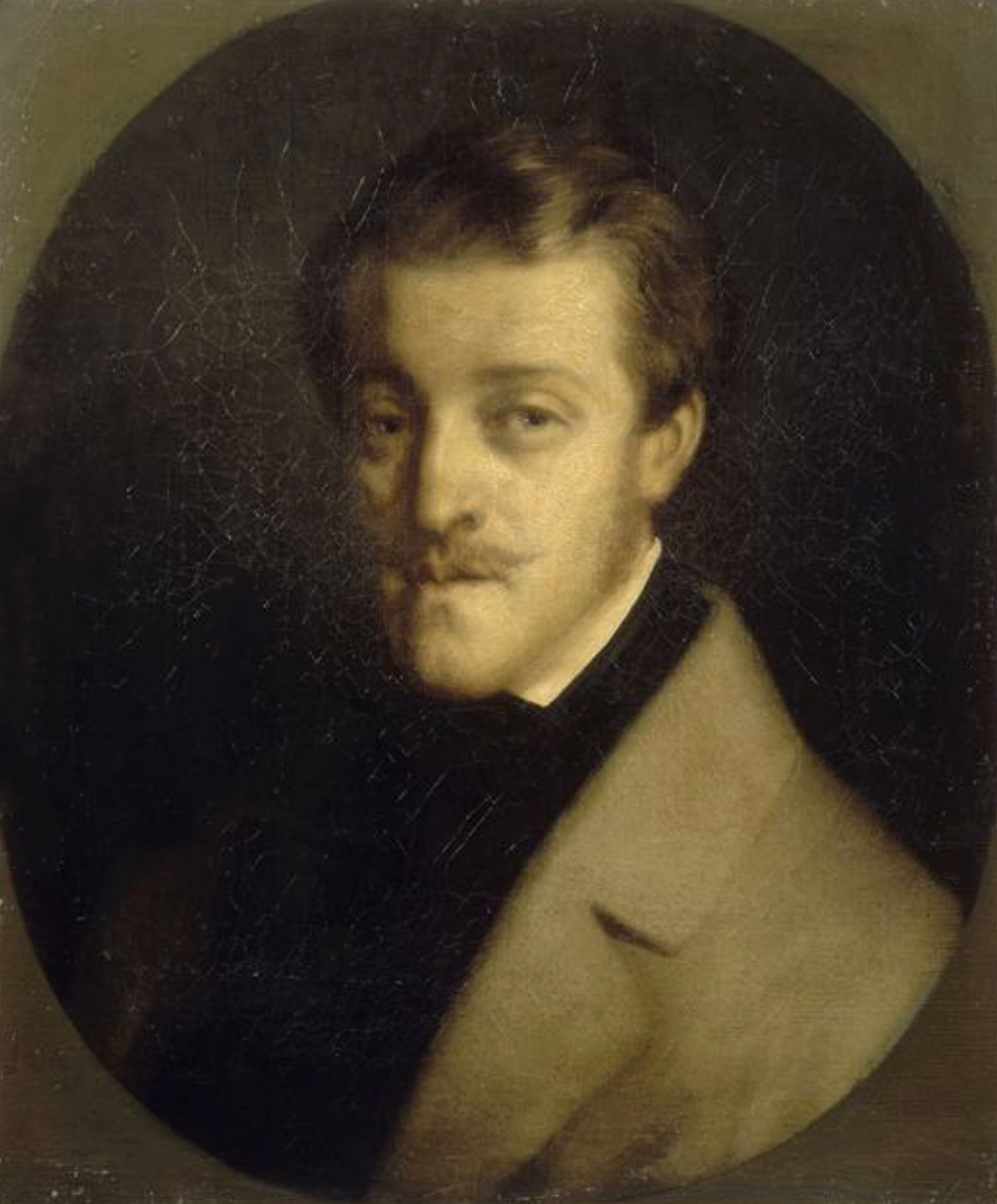
Paul Gachet por Ambroise Detrez (1850-1852)
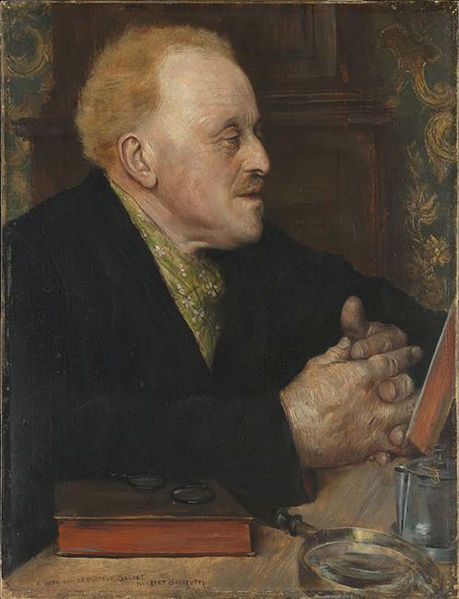
Paul Gachet, pintura de Norbert Goeneutte (1891), Musée d'Orsay, Paris
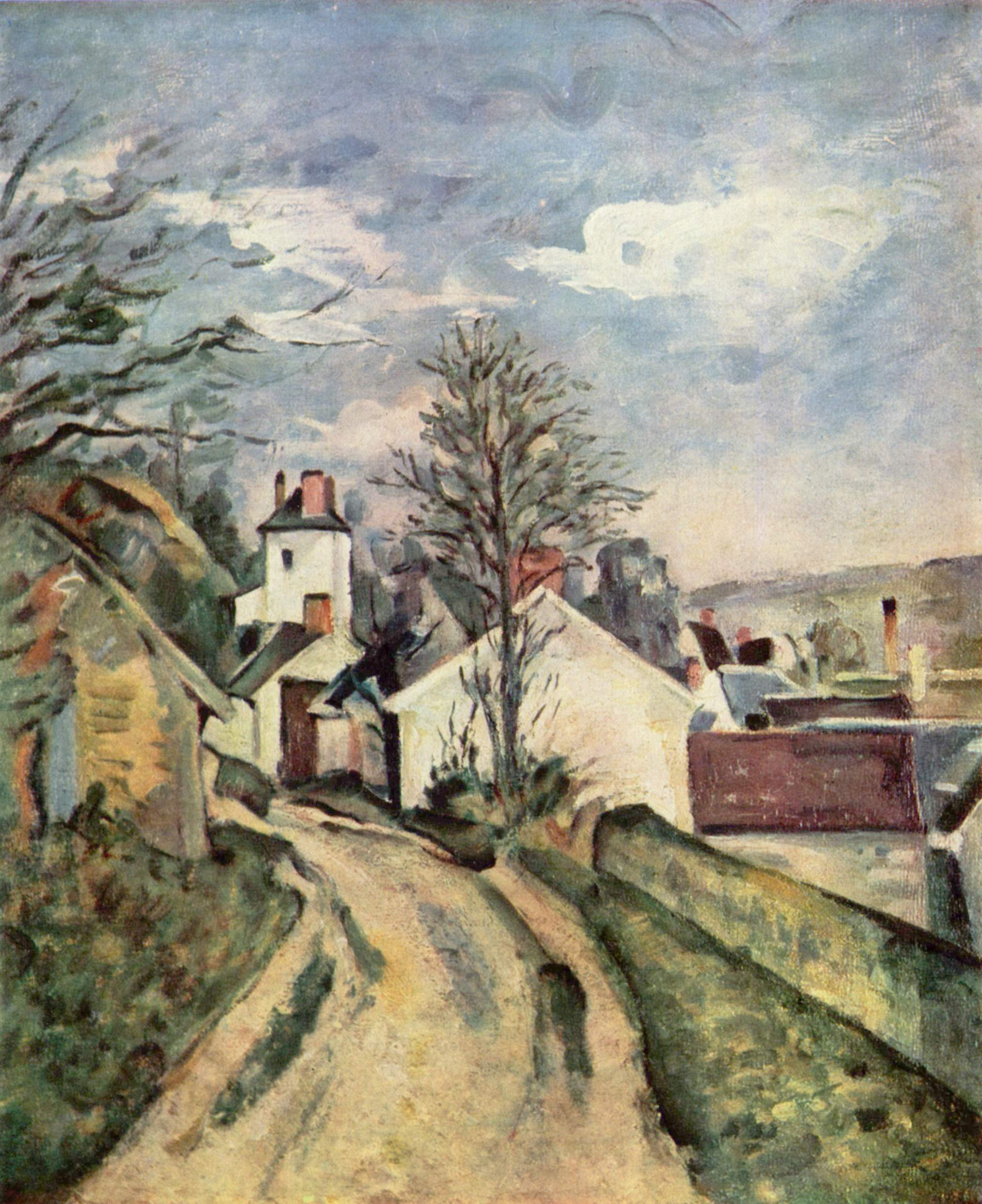
Paul Cézanne, The House of Doctor Gachet in Auvers (1872-1873) Musée d’Orsay